# Ольшанка (приток Чермянки)
Ольша́нка (Би́биревка, Алча́нка, Альша́нка, Алёшинка) — ручей в районах Лианозово и Бибирево Северно-Восточного административного округа Москвы, правый приток Чермянки. Водоток практически на всём протяжении заключён в подземный коллектор. По степени техногенной трансформации река относится к III классу — в открытом течении проходит на 10—49%, русло сильно трансформировано.
Длина реки составляет около 3 км, площадь водосборного бассейна — 5 км². Исток расположен в 600—900 метрах к юго-востоку от платформы Лианозово Савёловского направления Московской железной дороги. Водоток проходит на восток вдоль Илимской улицы и пересекает Алтуфьевское шоссе. Далее ручей протекает вдоль улицы Пришвина. Устье расположено в 340 метрах к северо-западу от пересечения улицы Молодцова и Ясного проезда. В открытом течении сохранился приустьевый фрагмент реки длиной 150 метров. В бассейне Ольшанки находится Пруд Алтуфьевского района, из которого брал начало один из притоков.
Вероятно, гидронимы Ольшанка и Алёшинка река получила по прибрежным зарослям ольхи. Название Алчанка возможно имеет балтийское или марийское происхождение. Бибиревкой река названа по одноимённому селу, которое располагалось на правом берегу ручья.